# Mariene ecoregio Karazee
De Mariene ecoregio Karazee (17) (Engels: Kara Sea marine ecoregion) is een biogeografische regio en ligt in de Noordelijke IJszee in het Marien rijk Arctica. De mariene ecoregio is vastgesteld door het World Wide Fund for Nature en The Nature Conservancy en is vernoemd naar de Karazee.
In het oosten grenst het gebied aan de mariene ecoregio Laptevzee (16) en in het westen aan de mariene ecoregio Noordelijke en Oostelijke Barentszzee (18).

## Geografie
De mariene ecoregio ligt in de Noordelijke IJszee voor een stuk noordkust van Rusland, specifiek de noordoostkust van de autonome okroeg Nenetsië, de noordkust van de autonome okroeg Jamalië en de noordwestkust van kraj Krasnojarsk. Het gebied ligt in de Karazee en de Obboezem en is inclusief de oostkust van Nova Zembla en de archipel Noordland.
Door het gebied stromen de Nova Zemblastroom en de Jamalstroom.

## Biogeografie
Het gebied kent zeeleven dat houdt van arctische temperaturen.